# Інша Земля (премія)
«Інша Земля» (фр. Prix Une autre Terre) — французька щорічна літературна премія за найкращий науково-фантастичний твір попереднього року. 

## Історія
Перше нагородження відбулось 2007 року за ініціативи бізнесмена Крістофа Гуона (фр. Christophe Huon), власника компанії Energico у Франції. За результатами голосування читачів переможцем обирався фантастичний твір спрямований на охорону навколишнього середовища у сфері екологічної інженерії. Преміювання переможців відбувалось на фестивалі Les Imaginales в Епіналі, окрім 2010—2011 рр.
Нагородження французькою премією «Інша Земля» з 2017 року не проводилось. 

## Лауреати

###### 2007
- Дан-Марк Лігні «Аква™» / Jean-Marc Ligny. Aqua™

###### 2008
- Клара й Роберт Делмас «Епіцентр» / Claire i Robert Delmas. Épicentre

###### 2009
- Андреас Ешбах «Недостатньо сухе» / Andreas Eschbach. En panne sèche

###### 2012
- Філіп Моухе «Інше місце» / Philippe Mouche. La place aux Autres

###### 2013
- Паоло Бачигалупі «Механічна дівчина» / Paolo Bacigalupi. La Fille automate

###### 2014
- Пітер Хелер «Сузір′я собаки» / Peter Heller. La Constellation du chien

###### 2015
- Лаурент Кордоньер «Ліквідація» / Laurent Cordonnier. La Liquidation

###### 2016
- Вінсент Верхельст «Зіткнення» / Vincent Verhelst. Collision